# ナラ駅
ナラ駅（ナラえき）は、ロシア連邦モスクワ州ナロ＝フォミンスクにある、ロシア鉄道キエフ線の駅である。

## 駅構造

### ホーム
2面3線の地上駅。駅舎側に片側ホーム1面、島式ホーム2面の合計2面からなる。他に、側線を数本持つ。
| ホーム | 路線     | 方向   | 行先         | 備考             |
| ------ | -------- | ------ | ------------ | ---------------- |
| 1      | キエフ線 | 西方向 | カルーガ方面 | 特急、快速、普通 |
| 2      | キエフ線 | 東方向 | モスクワ方面 | 特急、快速、普通 |

### ダイヤ
- モスクワとカルガを結ぶ特急列車（フィルメンヌイ・エクスプレス）が、一日4往復停車する。
- モスクワとマルヤロスラヴェツを結ぶ快速列車（エクスプレス）が、一日2往復停車する。また、快速運転する普通列車も多く、モスクワ方面に概ね2時間に1本運行している。
- 普通列車（上記、快速運転する列車を除く）は、モスクワ方面が毎時1-2本、カルガ方面が2時間に1本の運行であるが、平日昼間は、モスクワ方面が2時間、カルガ方面が4時間間隔が空くことがある。

## 隣の駅
ロシア鉄道
キエフ線
特急「フィルメンヌイ・エクスプレス」
バラバノヴォ駅 - ナラ駅 - モスクワ・キエフ駅
快速「エクスプレス」
バラバノヴォ駅 - ナラ駅 - セリャチノ駅
普通（区間快速級）
ラティシスカヤ駅 - ナラ駅 - ゾシモヴァ・プスティニ駅（一部のみ停車） - ベカソヴォ1駅（大部分停車、一部通過） - セリャチノ駅
普通（ほぼ各駅停車）
ラティシスカヤ駅 - ナラ駅 - ゾシモヴァ・プスティニ駅（大部分停車、一部通過） - ベカソヴォ1駅